# Нацистичка складишта уметничких дела током Другог светског рата
Немачка нацистичка партија је током Другог светског рата чувала уметнине, злато и друге предмете који су били или опљачкани или премештени ради безбедности на разним складишним локацијама. Те локације су укључивале руднике соли у Алтаусеу и Меркерсу и рудник бакра у Зигену.
Ова блага су потицала из музеја, приватних колекција и верских институција широм окупиране Европе, а њихово премештање је било део шире стратегије пљачке коју је спроводио нацистички режим. Рудници су изабрани због своје дубине и стабилних услова, који су омогућавали очување вредних предмета далеко од савезничких бомбардовања. Многи од ових предмета откривени су тек након завршетка рата, током потраге за несталом културном баштином.

## Рудник соли у Алтаусеу
Између 1943. и 1945. године, велики комплекс рудника соли у Алтаусеу служио је као огромно складиште за уметнине које су нацисти украли. У њему су се чувале и збирке из аустријских музеја. У почетку, у августу 1943, у рудник су ради безбедности пребачена уметничка блага из аустријских цркава, манастира и музеја, а од фебруара 1944. почела је и допрема укупно око 4.700 уметничких дела украдених широм Европе. Ова уметничка дела су систематски прикупљана у оквиру специјалног пројекта под називом Sonderauftrag Linz (Специјална мисија: Линц), који је лично наручио Адолф Хитлер, с намером да буду изложена у планираном Фиреровом музеју у Линцу, у Аустрији.
До краја рата, у депоу се налазило 6.577 слика, 137 скулптура и 484 сандука са другим уметнинама, као и намештај, оружје, новац и библиотечке збирке, укључујући и неке примерке из такозване Фирерове библиотеке (Führerbibliothek) Адолфа Хитлера.
Међу предметима чуваним у руднику била су и драгоцена дела у власништву Белгије, попут Мадоне из Бриса Микеланђела, украдене из цркве Госпе у Брјугу, и Гентски олтар Јана ван Ајка, узет из катедрале Светог Бавона у Генту. Такође су била изложена и Вермерова дела Астроном и Уметност сликања, која су требало да буду главне атракције Фиреровог музеја, као и слике из музеја Каподимонте у Напуљу, које је украла оклопна дивизија Хермана Геринга током битке код Монте Касина у Италији.
У априлу 1945, како су се савезничке трупе приближавале руднику соли, гаулајтер Аугуст Ајгруберт издао је наређење да се рудник дигне у ваздух. У ту сврху је у тунеле пребачено осам бомби од по 500 килограма. Међутим, Хитлер је повукао Ајгрубертову наредбу, али након „Фирерове“ смрти гаулајтер је одлучио да је игнорише. Ипак, наређење о уништењу није извршено. Уништење је у последњем тренутку спречено захваљујући локалној управи рудника, официрима задуженим за депо и самим рударима.
У ноћи између 3. и 4. маја 1945. успели су да уклоне подметнуте бомбе из рудника. Да би преварили Ајгрубера и спречили даљи приступ ризници, главни улази у рудник су минирани и затворени. Након што је 8. маја 1945. јединица америчке пешадије заузела Алтаусее, америчка војска (позната као „Људи за споменике“) преузела је контролу над уметничким депоом. Улази су поново отворени и започет је рад на спасавању. Уметничка дела су током наредних година пребачена у Централну збирну тачку за уметнине у Минхену, где је започео сложен процес реституције који траје и данас.
- Мадона из Брижа извађена из рудника соли Алтаузе

## Рудник соли Меркерс
Комплекс рудника соли Кајзерода код Меркерса служио је као складиште нацистичког злата у вредности од преко 400 милиона рајхсмарака (еквивалентно око 2 милијарде евра по вредности из 2021. године), као и хиљаде сандука са уметнинама које су ради безбедности пребачене из Државних музеја у Берлину, уз бројна украдена уметничка дела.
Четвртог априла 1945. године, 90. пешадијска дивизија америчке војске заузела је град Меркерс. Два дана касније, неколико војних полицајаца наишло је на две локалне жене које су испратили у град, а становници су успут поменули да се рудник користи у посебне сврхе. Ова прича је убрзо потврђена. Један улаз у рудник већ је био под стражом, али пошто је постојало укупно пет улаза, издата је наредба да се и остали обезбеде. Унутар рудника, амерички званичници су открили 30 миља дуге галерије, а већ на главном улазу нашли су вреће са готово пола милијарде рајхсмарака. Злато је било чувано у трезору који је касније миниран да би се отворио. Унутра се налазила просторија димензија 23 са 46 метара, у којој је било 7.000 нумерисаних врећа са златним полугама и новчићима — укупно 250 тона. У трезору се налазила и велика количина валута из целе Европе, укључујући 2,7 милијарди рајхсмарака и 98 милиона француских франака (еквивалентно 11 милијарди евра по вредности из 2021).
У другим деловима рудника пронађено је и 400 тона уметнина, стотине тона патентне документације и друге архивске грађе, муниција, око два милиона књига, као и кофери са конфискованим вредностима жртава Трећег рајха. Већ 16. априла, Сједињене Америчке Државе започеле су пребацивање злата и новца у зграду Рајхсбанке у Франкфурту, у пратњи 30 претоварених камиона носивости по 10 тона, под јаким обезбеђењем и са ваздушном подршком. Исти поступак је примењен и при транспорту уметнина. Генерал Двајт Д. Ајзенхауер лично је посетио рудник током априла како би прегледао откривено благо.
- Нацистичко злато у руднику соли Меркерс
- Ајзенхауер прегледа украдена уметничка дела

## Рудник у Зигену
Рудник у Зигену (Хајнер Штолен, познат и као Алте Зилберкауте) служио је као складиште за велику количину уметнина и културних артефаката. Међу њима су се налазиле и реликвије цара Карла Великог из Ахенске катедрале, као и слике, скулптуре, рукописи и други предмети из немачких музеја.

## Остала места
Дворац Нојшванштајн у Баварској коришћен је као складиште за бројна уметничка дела, полазећи од претпоставке да је мало вероватно да ће током рата бити оштећен. У њему су чуване уметнине конфисковане од јеврејских породица у Паризу, више од 21.000 предмета, као и око 2.000 дела из Баварске државне збирке слика.
Збирка Кајзер-Фридриховог музеја (данашњег Културноисторијског музеја у Магдебургу) премештена је у рудник соли у оближњем граду Штасфурту како би се заштитила од савезничког бомбардовања. Међутим, у априлу 1945, након што су америчке снаге стигле на ту локацију, у руднику су избили пожари. Иако су извештаји „Људи за споменике“ навели да је садржај рудника „потпуно претворен у пепео“, део збирке је ипак пронађен и повраћен након рата.